# Transilien Paris Saint-Lazare
Transilien París Saint-Lazare es la red de trenes suburbanos de la SNCF que da servicio al norte y oeste de la Île-de-France a partir de la estación de Saint-Lazare en París.
La circulación se organiza por grupos:
1. Grupo I: línea de Auteuil de París Saint-Lazare a Auteuil, cerrada y retomada en parte por la línea RER C.
2. Grupo II: París Saint-Lazare <> Saint-Cloud / Versailles-Rive Droite / Saint-Nom-la-Bretèche. También en un tramo de la gran circunvalación ferroviaria: Saint-Germain-en-Laye-Grande-Ceinture <> Noisy-le-Roi
3. Grupo III: París Saint-Lazare <> Nanterre-Université <> Cergy-Le Haut
4. Grupo IV: París Saint-Lazare <> Ermont-Eaubonne
5. Grupo V: París Saint-Lazare <> Mantes-la-Jolie (vía Poissy)
6. Grupo VI: París Saint-Lazare <> Mantes-la-Jolie (vía Conflans)
7. Línea La Verrière-La Défense

Al principio el grupo II incluía una línea de Puteaux a Issy-Plaine, cerrada en 1993 y transformada en la línea T2 de tranvía de Île de France.

## Transilien J
Recorridos de periferia a centro:

### París Saint-Lazare <> Gisors (vía Pontoise) / Mantes-la-Jolie (vía Conflans) / Ermont-Eaubonne
| Estación                                 | Zona | Municipio(s)                      | Correspondencias                                 |
| ---------------------------------------- | ---- | --------------------------------- | ------------------------------------------------ |
| Ramal Mantes-la-Jolie vía Conflans       |      |                                   |                                                  |
| Mantes-la-Jolie                          | 6    | Mantes-la-Jolie                   | N, Grandes Líneas, TER                           |
| Mantes-Station                           | 6    | Mantes-la-Ville                   | N                                                |
| Limay                                    | 6    | Limay                             |                                                  |
| Issou-Porcheville                        | 6    | Issou Porcheville                 |                                                  |
| Gargenville                              | 6    | Gargenville                       |                                                  |
| Juziers                                  | 6    | Juziers                           |                                                  |
| Meulan-Hardricourt                       | 6    | Meulan Hardricourt                |                                                  |
| Thun-le-Paradis                          | 6    | Meulan                            |                                                  |
| Vaux-sur-Seine                           | 5    | Vaux-sur-Seine                    |                                                  |
| Triel-sur-Seine                          | 5    | Triel-sur-Seine                   |                                                  |
| Chanteloup-les-Vignes                    | 5    | Chanteloup-les-Vignes             |                                                  |
| Andrésy                                  | 5    | Andrésy                           |                                                  |
| Maurecourt                               | 5    | Andrésy                           |                                                  |
| Conflans-Fin-d'Oise                      | 5    | Conflans-Sainte-Honorine          | A                                                |
| Ramal Gisors vía Pontoise                |      |                                   |                                                  |
| Gisors-Embranchement                     | *    | Gisors                            | TER                                              |
| Trie-Château                             | *    | Trie-Château                      |                                                  |
| Chaumont-en-Vexin                        | *    | Chaumont-en-Vexin                 |                                                  |
| Liancourt-Saint-Pierre                   | *    | Liancourt-Saint-Pierre            |                                                  |
| Lavilletertre                            | *    | Lavilletertre                     |                                                  |
| Chars                                    | 6    | Chars                             |                                                  |
| Santeuil-Le Perchay                      | 6    | Santeuil Le Perchay               |                                                  |
| Us                                       | 6    | Us                                |                                                  |
| Montgeroult-Courcelles                   | 6    | Montgeroult Courcelles-sur-Viosne |                                                  |
| Boissy-l'Aillerie                        | 5    | Boissy-l'Aillerie                 |                                                  |
| Osny                                     | 5    | Osny                              |                                                  |
| Pontoise                                 | 5    | Pontoise                          | C H                                              |
| Saint-Ouen l'Aumône-Quartier de l'Église | 5    | Saint-Ouen-l'Aumône               |                                                  |
| Éragny-Neuville                          | 5    | Éragny                            |                                                  |
| Tramo común Mantes/Gisors                |      |                                   |                                                  |
| Conflans-Sainte-Honorine                 | 5    | Conflans-Sainte-Honorine          | J                                                |
| Herblay                                  | 4    | Herblay                           |                                                  |
| La Frette-Montigny                       | 4    | La Frette-sur-Seine               |                                                  |
| Cormeilles-en-Parisis                    | 4    | Cormeilles-en-Parisis             |                                                  |
| Val-d'Argenteuil                         | 4    | Argenteuil                        |                                                  |
| Ramal Ermont-Eaubonne                    |      |                                   |                                                  |
| Ermont-Eaubonne                          | 4    | Ermont                            | C H                                              |
| Sannois                                  | 4    | Sannois                           |                                                  |
| Tramo común                              |      |                                   |                                                  |
| Argenteuil                               | 4    | Argenteuil                        |                                                  |
| Le Stade                                 | 3    | Colombes                          |                                                  |
| Colombes                                 | 3    | Colombes                          |                                                  |
| Bois-Colombes                            | 3    | Bois-Colombes                     |                                                  |
| Asnières-sur-Seine                       | 3    | Asnières-sur-Seine                | L                                                |
| Paris Saint-Lazare                       | 1    | París                             | L E, Corail, TER Alta Normandía 3, 9, 12, 13, 14 |

### París Saint-Lazare <> Mantes-la-Jolie (vía Poissy) <> Vernon / Bréval
| Estación                     | Zona | Municipio(s)                   | Correspondencias                                  |
| ---------------------------- | ---- | ------------------------------ | ------------------------------------------------- |
| Ramal Vernon                 |      |                                |                                                   |
| Vernon                       | *    | Vernon                         | TER                                               |
| Port-Villez                  | 6    | Port-Villez                    | TER                                               |
| Bonnières                    | 6    | Bonnières-sur-Seine            | TER                                               |
| Rosny-sur-Seine              | 6    | Rosny-sur-Seine                | TER                                               |
| Ramal Bréval                 |      |                                |                                                   |
| Bréval                       | 6    | Bréval                         | TER                                               |
| Ménerville                   | 6    | Meulan                         | TER                                               |
| Tramo común                  |      |                                |                                                   |
| Mantes-la-Jolie              | 6    | Mantes-la-Jolie                | N, Grandes Líneas, TER                            |
| Mantes-Station               | 6    | Mantes-la-Ville                | N                                                 |
| Épône-Mézières               | 6    | Épône Mézières                 | N                                                 |
| Aubergenville-Élisabeth      | 6    | Aubergenville Épône            |                                                   |
| Les Mureaux                  | 5    | Les Mureaux                    |                                                   |
| Les Clairières de Verneuil   | 5    | Vernouillet                    |                                                   |
| Vernouillet-Verneuil         | 5    | Vernouillet Verneuil-sur-Seine |                                                   |
| Médan                        | 5    | Médan                          |                                                   |
| Villennes-sur-Seine          | 5    | Villennes-sur-Seine            |                                                   |
| Poissy                       | 5    | Poissy                         | A                                                 |
| Achères - Grand-Cormier      | 5    | Achères                        | A                                                 |
| Houilles-Carrières-sur-Seine | 4    | Houilles Carrières-sur-Seine   | L A                                               |
| Paris Saint-Lazare           | 1    | París                          | L, E, Corail, TER Alta Normandía 3, 9, 12, 13, 14 |

## Transilien L

### París Saint-Lazare <> Cergy-Le Haut / Versailles-Rive Droite / Saint-Nom-la-Bretèche - Forêt-de-Marly
De centro a periferia:
|  |   |  |   |  |   |  | estaciones                             | zona | municipio                                    | correspondencias      |
|  | - |  | - |  | - |  | -------------------------------------- | ---- | -------------------------------------------- | --------------------- |
|  | o |  |   |  |   |  | Paris Saint-Lazare                     | 1    | VIII Distrito de París                       | Intercités, Normandia |
|  | o |  |   |  |   |  | Pont Cardinet                          | 1    | XVII Distrito de París                       |                       |
|  | o |  |   |  |   |  | Clichy - Levallois                     | 2    | Clichy, Levallois-Perret                     |                       |
|  | o |  |   |  |   |  | Asnières-sur-Seine                     | 3    | Asnières-sur-Seine                           |                       |
|  | o |  |   |  |   |  | Bécon-les-Bruyères                     | 3    | Courbevoie                                   | (proyecto)            |
|  |   |  | o |  |   |  | Courbevoie                             | 3    | Courbevoie                                   |                       |
|  |   |  | o |  |   |  | La Défense                             | 3    | Puteaux, Courbevoie                          |                       |
|  |   |  | o |  |   |  | Puteaux                                | 3    | Puteaux                                      |                       |
|  |   |  | o |  |   |  | Suresnes-Mont-Valérien                 | 3    | Suresnes                                     | andando               |
|  |   |  | o |  |   |  | Le Val d'Or                            | 3    | Saint-Cloud                                  | andando               |
|  |   |  | o |  |   |  | Saint-Cloud                            | 3    | Saint-Cloud                                  | · (proyecto)          |
|  |   |  |   |  | o |  | Garches - Marnes-la-Coquette           | 3    | Garches, Marnes-la-Coquette, Ville-d'Avray   |                       |
|  |   |  |   |  | o |  | Vaucresson                             | 4    | Vaucresson                                   |                       |
|  |   |  |   |  | o |  | La Celle-Saint-Cloud                   | 4    | La Celle-Saint-Cloud                         |                       |
|  |   |  |   |  | o |  | Bougival                               | 4    | Bougival, La Celle-Saint-Cloud               |                       |
|  |   |  |   |  | o |  | Louveciennes                           | 4    | Louveciennes                                 |                       |
|  |   |  |   |  | o |  | Marly-le-Roi                           | 4    | Marly-le-Roi                                 |                       |
|  |   |  |   |  | o |  | L'Étang-la-Ville                       | 5    | L'Étang-la-Ville                             |                       |
|  |   |  |   |  | o |  | Saint-Nom-la-Bretèche - Forêt de Marly | 5    | Saint-Nom-la-Bretèche, L'Étang-la-Ville      |                       |
|  |   |  | o |  |   |  | Sèvres - Ville-d'Avray                 | 3    | Sèvres, Ville-d'Avray                        |                       |
|  |   |  | o |  |   |  | Chaville-Rive-Droite                   | 3    | Chaville                                     |                       |
|  |   |  | o |  |   |  | Viroflay-Rive-Droite                   | 3    | Viroflay                                     |                       |
|  |   |  | o |  |   |  | Montreuil                              | 4    | Versailles                                   |                       |
|  |   |  | o |  |   |  | Versailles-Rive-Droite                 | 4    | Versailles                                   |                       |
|  | o |  |   |  |   |  | Les Vallées                            | 3    | La Garenne-Colombes, Colombes, Bois-Colombes |                       |
|  | o |  |   |  |   |  | La Garenne-Colombes                    | 3    | La Garenne-Colombes, Colombes                | · (proyecto)          |
|  | o |  |   |  |   |  | Nanterre-Université                    | 3    | Nanterre                                     |                       |
|  | o |  |   |  |   |  | Houilles-Carrières-sur-Seine           | 4    | Houilles, Carrières-sur-Seine                |                       |
|  | o |  |   |  |   |  | Sartrouville                           | 4    | Sartrouville                                 |                       |
|  | o |  |   |  |   |  | Maisons-Laffitte                       | 4    | Maisons-Laffitte                             |                       |
|  | o |  |   |  |   |  | Achères-Ville                          | 5    | Achères                                      |                       |
|  | o |  |   |  |   |  | Conflans-Fin-d'Oise                    | 5    | Conflans-Sainte-Honorine                     |                       |
|  | o |  |   |  |   |  | Neuville-Université                    | 5    | Neuville-sur-Oise                            |                       |
|  | o |  |   |  |   |  | Cergy-Préfecture                       | 5    | Cergy                                        |                       |
|  | o |  |   |  |   |  | Cergy-Saint-Christophe                 | 5    | Cergy                                        |                       |
|  | o |  |   |  |   |  | Cergy-Le Haut                          | 5    | Cergy                                        |                       |

### Servicio en el grupo II
En este grupo el servicio se presta con Z6400 con una frecuencia de 15 min en sentido Versalles RD todos los días, cada 15 min hasta Saint-Cloud también porque los servicios destino Versalles RD son semidirectos, cada 30 min hasta Saint-Nom-la-Bretèche todos los días salvo las horas puntas que se presta el servicio cada 12 min.

### Servicio en el grupo III
La mayoría de los servicios son de tipo "ómnibus", es decir, efectúan parada en todas las estaciones porque el grupo II es directo entre París Saint-Lazare y Bécon o hasta La Défense, así se designó a este grupo de servicios de tipo "ómnibus" grupo III.
Presta servicio con Z6400 y Z20500 que lo refuerzan en horas valle en dirección Nanterre - Université.
Las Z6400 son las únicas del grupo con destino Cergy - Le Haut junto las MI2N y MI84 (subserie de Z8100) de la línea RER A. Prestan el servicio con una frecuencia de 10 min en hora punta. En el tramo común con la línea RER A (ramal A3) pasan con un intervalo de 5 min los servicios UELY procedentes de París Saint-Lazare y UXOL procedentes de Noisy-le-Grand - Mont d'Est de la línea RER A.
Los trenes con destino Nanterre-Université (NOPE/POPE) tienen una frecuencia de 20 min todos los días salvo en hora punta que pasan a 15 min. Los trenes con destino Maisons-Laffitte tienen la misma frecuencia pero son escasos en hora punta porque los trenes destino Cergy - Le Haut son "ómnibus" a partir de Nanterre - Université.

### Noisy-le-Roi <> Saint-Germain-en-Laye - Grande Ceinture
|  |   |  | estaciones                                | zona | municipio             | correspondencias |
|  | - |  | ----------------------------------------- | ---- | --------------------- | ---------------- |
|  | o |  | Saint-Germain-en-Laye-Grande-Ceinture     | 4    | Saint-Germain-en-Laye |                  |
|  | o |  | Saint-Germain-en-Laye-Bel-Air - Fourqueux | 4    | Saint-Germain-en-Laye |                  |
|  | o |  | Mareil-Marly                              | 4    | Mareil-Marly          |                  |
|  | o |  | Saint-Nom-la-Bretèche - Forêt de Marly    | 5    | L'Étang-la-Ville      |                  |
|  | o |  | Noisy-le-Roi                              | 5    | Noisy-le-Roi          |                  |

En este tramo de la gran circunvalación ferroviaria reabierto al servicio de viajeros circulan tres trenes de la serie Z6400: Z6479/80, Z6481/2 y Z6483/4.
Durante todo el día se usan solo dos todo el tiempo, la unidad Z6481/2 y una de las otras. La otra queda aparcada en Marly-le-Roi y entra en servicio entre las 16:00 y las 17:00 hasta las 19:00 y se vuelve a apartar hasta el día siguiente.
Los trenes destino Saint-Germain-en-Laye procedentes de Noisy-le-Roi se denominan GERM y en sentido contrario NOIS. Circulan con una frecuencia de 30 min salvo en hora punta por la mañana y por la tarde que circulan con una frecuencia de 15 min. Las dos Z6400 se cruzan entre Saint-Germain - Bel Air - Fourqueux y Mareil-Marly.

## Transilien U La Verrière - La Défense
Desde 1995, la línea U une Saint-Quentin-en-Yvelines a la zona financiera de La Défense. Este servicio se presta principalmente con Z8800 (en doble en hora punta) y a veces Z20500. Estos trenes usan el enlace de Viroflay que fue reabierto al tráfico comercial
El proyecto de creación de la línea data de 1976 buscando contribuir al desarrollo de Saint-Quentin-en-Yvelines y favorecer los desplazamientos circulares en la periferia de París porque es la primera línea tangencial puesta en servicio en la Île-de-France. Antes de crearse los viajeros debían usar un autobús lanzadera para ir de Viroflay - Rive Droite a Viroflay - Rive Gauche (unión de las redes suburbanas de Saint-Lazare y Montparnasse). La línea se puso en servicio el 28 de mayo de 1995 tras 4 años de obras.

### Estaciones y correspondencias
|  |   |  | estaciones                                         | zona | municipio              | correspondencias                      |
|  | - |  | -------------------------------------------------- | ---- | ---------------------- | ------------------------------------- |
|  | o |  | La Défense                                         | 3    | Puteaux, Courbevoie    |                                       |
|  | o |  | Puteaux                                            | 3    | Puteaux                |                                       |
|  | o |  | Suresnes-Mont-Valérien                             | 3    | Suresnes               |                                       |
|  | o |  | Saint-Cloud                                        | 3    | Saint-Cloud            | (proyecto)                            |
|  | o |  | Sèvres - Ville-d'Avray                             | 3    | Sèvres, Ville-d'Avray  |                                       |
|  | o |  | Chaville-Rive-Droite                               | 3    | Chaville               |                                       |
|  | o |  | Versailles-Chantiers                               | 4    | Versailles             | TGV, Intercités, Normandia (proyecto) |
|  | o |  | Saint-Cyr                                          | 5    | Saint-Cyr-l'École      |                                       |
|  | o |  | Saint-Quentin-en-Yvelines - Montigny-le-Bretonneux | 5    | Montigny-le-Bretonneux |                                       |
|  | o |  | Trappes                                            | 5    | Trappes                |                                       |
|  | o |  | La Verrière                                        | 5    | La Verrière            |                                       |

### Particularidades
Un estudio reciente publicado en el periódico 20 minutos ha presentado esta línea como la penúltima de la región desde el punto de vista de cumplimiento de los horarios. Se trata de una línea transversal directamente influenciada por el tráfico de la red suburbana de Montparnasse y debía insertarse en una vía con tráfico sobresaturado entre La Défense y Saint-Cloud, cuyo flujo ferroviario (n.º trenes/vías/servicios/existencia de punta y contrapunta...) es muy superior al de la línea RER A en su tramo central.

### Frecuencias
De lunes a viernes:
- 15 min en hora punta.
- 30 min en hora valle.
- 50 min / 1 h a partir de las 20:30.

Sábados: 
- 30 min.
- 50 min / 1 h a partir de las 20:30.

Domingos y festivos:
- 1 h todo el día.

### Códigos de trenes
DEFI: La Verrière > La Défense
VERI: La Défense > La Verrière